# Louis Oberwalder
Louis Oberwalder (1. Juni 1922 in Virgen, Tirol – 15. Juni 2010 in Mils bei Hall) war ein österreichischer Pädagoge, Erwachsenenbildner und Publizist.

## Leben
Nach seiner Ausbildung zum Gymnasialprofessor unterrichtete Louis Oberwalder von 1954 bis 1966 am Gymnasium Lienz und war nebenbei als Jugendreferent für den Oesterreichischen Alpenverein tätig. In diese Zeit fallen auch Gründung und Bau des Pepi-Stiegler-Heims am Zettersfeld oberhalb von Lienz.
Von 1966 bis 1970 leitete er das Bildungsinstitut für Erwachsenenbildung (BIfEB) in Strobl, ehe er 1970 in Innsbruck zum Volksbildungsreferenten für Tirol bestellt wurde. Diese Einrichtung des Bundes wurde 1975 in Förderungsstelle des Bundes für Erwachsenenbildung für Tirol umbenannt.
Louis Oberwalder war an der Gründung einer Forschungsstelle für Erwachsenenbildung an der Universität Innsbruck beteiligt und ebendort mit Lehraufträgen verankert.
Gleichzeitig war Louis Oberwalder Erster Vorsitzender des Oesterreichischen Alpenvereins, in diese Zeit fallen die Verhandlungen zur Installation des Nationalparks Hohe Tauern und die Gründung des Alpinzentrums Rudolfshütte.

## Ehrungen und Auszeichnungen
- 1987 Würdigungspreis des Landes Tirol für Erwachsenenbildung
- 2003 Ehrenzeichen der Gemeinde Virgen
- 2006 Ehrenbürger von Virgen

## Einzelpublikationen
- Osttirol, Großvenediger, Großglockner. Ein Wanderführer. Innsbruck-Wien [u. a.]: Tyrolia-Verl. 1956.
- Die Felbertauern-Straße. Bildband. Text von Louis Oberwalder. Mit Beitr. von Dietmar Kecht u. Franz Kollreider. Hrsg. u. Verl.: Felbertauernstraße-AG, Lienz. Lienz: Felbertauernstraße-AG 1967.
- Der Jugendführer im Österreichischen Alpenverein. Innsbruck: Österr. Alpenverein 1968 (Lehrschriften für die Jugendgruppen und Jugendmannschaften des Österreichischen Alpenvereins 7).
- Bericht zur Situation des Büchereiwesens in Tirol. Ergebnisse einer Erhebung der Förderungsstelle des Bundes für Erwachsenenbildung für Tirol. [Für den Inh. verantw.: Louis Oberwalder]. Innsbruck: Förderungsstelle des Bundes für Erwachsenenbildung für Tirol [1977].
- Pfarrer Franz Senn, dem vergessenen Erwachsenenbildner zum 100. Todestag. Innsbruck 1984.
- Virgen im Nationalpark Hohe Tauern. Innsbruck: Ed. Löwenzahn 1999.
- Gemeinde Kals am Großglockner (Hrsg.): Kals am Großglockner – dem Himmel nahe. Kals am Großglockner 2004.

## Herausgeberschaft und Redaktion
- Josef Dapra [Fotogr.]: Lienz. Das Buch der Stadt Lienz. Hrsg. von d. Stadtgemeinde Lienz. [Text von Louis Oberwalder]. Innsbruck: Tyrolia 1966.
- Friedrich Haring: Tirol. Informationsbericht über die Erwachsenenbildung. Hrsg. vom Land Tirol. [Für den Inhalt verantw.: Louis Oberwalder. Red.-Leitung: Friedrich Haring]. Innsbruck: Land Tirol 1978 (Informationsbericht / Arbeitsgemeinschaft Alpenländer, Kommission für Kulturelle Zusammenarbeit 3).
- Silvia Hohenauer: Senioren auf der Überholspur. Neuigkeiten, Tips und Anregungen für geglücktes Altern. Gemeinsam mit Konrad Köhl und Louis Oberwalder. Mit Ill. von Peppi Tischler. Innsbruck-Wien: Tyrolia-Verl. 1996.